# Nowouljanowsk
Nowouljanowsk (ros. Новоулья́новск) – miasto w Rosji, w obwodzie uljanowskim. W 2010 roku liczyło 16 033 mieszkańców.